# Birte Steven
Birte Steven (* 11. Oktober 1980 in Hannover), seit 2013 Birte Steven-Vitense, ist eine deutsche Schwimmerin und Sportpsychologin. Sie war 2004, 2006 und 2007 deutsche Meisterin im 200 Meter Brustschwimmen und Teilnehmerin der Olympischen Spiele 2004 in Athen. Der von ihr 2007 aufgestellte deutsche Rekord wurde erst zehn Jahre später eingestellt. Sie ist seit 2019 Leiterin des Themenfelds Gesundheitsmanagement beim Deutschen Olympischen Sportbund.

## Biografie
Steven wuchs im Ortsteil Ostermunzel von Barsinghausen auf, wo sie im Lehrbecken der Grundschule Adolf-Grimme-Schule 1983 den ersten Schwimmunterricht bekam und später im SC Barsinghausen mit dem Sportschwimmen begann. 1994 wechselte sie an den Olympiastützpunkt Niedersachsen in Hannover.
Von 2000 bis 2004 studierte sie an der Oregon State University Psychologie auf Bachelor. Im Anschluss folgte bis 2006 ein Master-Studium der Neuro- und Verhaltenswissenschaften an der Graduate School of Neural and Behavioral Sciences (Max Planck Research School) der Universität Tübingen. Danach war sie bis 2007 wissenschaftliche Mitarbeiterin am Universitätsklinikum Hamburg-Eppendorf, in der Abteilung für Neurologie, am Labor für Neurostimulation und bildgebende Verfahren. Anschließend studierte sie bis 2009 Sportpsychologie auf Master an der Deutschen Hochschule für Gesundheit und Sport. Ab 2009 war sie wissenschaftliche Mitarbeiterin am Institut für Sportwissenschaft der Stiftung Universität Hildesheim und nahm gleichzeitig eine freiberufliche Tätigkeit als Sportpsychologin auf, die sie bis 2017 fortführte. Sie unterstützte unter anderem den Olympiastützpunkt Niedersachsen bei der Betreuung der Nationalmannschaft Schwimmen im Behindertensport. Zwischen 2010 und 2015 war sie als Mitarbeiterin oder Koordinatorin an mehreren Projekten am Lehrstuhl von Swen Körner an der Deutschen Sporthochschule Köln beteiligt.
2013 heiratete sie den Schwimmtrainer Hannes Vitense (er war unter anderem als Landestrainer im Saarland und als Bundestrainer Schwimmen tätig) und bekam 2015 eine Tochter.
Ab Juni 2016 nahm sie an einem einjährigen Mentoring-Programm des Deutschen Olympischen Sportbundes (DOSB) für ehemaligen Spitzensportlerinnen teil. Im September 2016 begann sie ein anderthalbjähriges, berufsbegleitendes MBA-Studium am Center for Sports and Management der WHU – Otto Beisheim School of Management.
Ab 2017 war sie parallel dazu als Sportpsychologin für den DOSB tätig und übernahm dort 2019 die Leitung des Themenfeldes Gesundheitsmanagement im Geschäftsbereich Leistungssport. Das Gesundheitsmanagement des DOSB gliedert sich in Sporternährung, Sportmedizin, Sportphysiotherapie und Sportpsychologie. Im Rahmen ihrer Arbeit betreute sie zusammen mit drei anderen Sportpsychologen während der Olympischen Spiele 2024 in Paris die deutschen Athletinnen und Athleten als „Welfare Officer“. Die Rolle wurde vom Olympischen Komitee neu geschaffen und dient als Anlaufstelle für mentale Gesundheit, aber auch für den Schutz vor Gewalt.

## Sportlicher Werdegang
Birte Steven begann ihre schwimmerischen Laufbahn in Niedersachsen beim SC Barsinghausen (SCB). Bis 1994 schwamm sie beim SCB, dann wechselte sie ins Stützpunkttraining nach Hannover. Sie war dort Mannschaftsmitglied der SGS Hannover, mit Anschluss an die SV Wasserfreunde 1898 Hannover. Ab 2006 schwamm sie für den AMTV-FTV Hamburg.
In der Zeit an der Oregon State University (OSU) war sie auch Teil des dortigen Schwimmteams OSU Beavers und nahm am Hochschulsport der National Collegiate Athletic Association (NCAA) teil. Sie wurde unter anderem Zweite im 200-Meter-Brustschwimmen und Dritte auf 100-Metern bei den NCAA Championships 2004. Für das akademische Jahr 2003/2004 bekam sie die Pacific-12 Conference Medal der Hochschule, die jeweils an zwei in Studium und Sport besonders erfolgreiche Studierende verliehen wird. Sie wurde außerdem zwei Jahre in Folge Oregon State's Female Athlete of the Year.
2004 wurde sie deutsche Meisterin und 2006 deutsche Wintermeisterin über 200 m Brustschwimmen. 2004 nahm sie an den Olympischen Spielen in Athen teil und erreichte, ebenfalls über 200 Meter Brust, den elften Platz. Im November 2006 lag sie in dieser Disziplin auf Platz 12 der Weltrangliste. Bei den Schwimmweltmeisterschaften 2007 in Melbourne erreichte sie über die 100-Meter-Strecke das Halbfinale, wo sie am Ende in 1:09,46 Minuten Platz 14 belegte. Im Finale über 200 m Brust belegte sie mit 2:28,13 Minuten den sechsten Platz. Bei den darauf folgenden deutschen Meisterschaften gewann sie in neuem deutschem Rekord (2:25,33 Minuten).
2009 beendete sie ihre Laufbahn im Leistungssport.
Der von ihr 2007 aufgestellte deutsche Rekord im Brustschwimmen über 200 Meter wurde erst zehn Jahre später von Jessica Steiger um 33 Hundertstelsekunden übertroffen.

## Erfolge

### 200 m Brust
- 1. Platz US Open (2003)
- 6. Platz Weltmeisterschaften (2007)
- 7. Platz Universiade (2005)
- 11. Platz Olympische Spiele (2004)
- 1. Platz Deutsche Meisterschaften (2004)
- 1. Platz Deutsche Wintermeisterschaften (2006)
- 3. Platz Deutsche Meisterschaften Kurzbahn (2005)
- 5. Platz Deutsche Meisterschaften (2006)
- 1. Platz Deutsche Meisterschaften (2007) (s. o.)

### 100 m Brust
- 2. Platz Deutsche Wintermeisterschaften (2006)
- 3. Platz US Open (2003)
- 5. Platz Deutsche Meisterschaften (2006)
- 6. Platz Deutsche Meisterschaften Kurzbahn (2005)

## Rekorde

### Zeichenerklärung
- DR – deutscher Rekord

### Persönliche Bestzeiten
- 100 m Brust – 1:09,15 min (10. März 2007 Berlin)
- 200 m Brust – 2:25,33 min DR (am 15. April 2007 in Berlin)

### Nationale Rekorde
| Deutsche Rekorde (1)    | Deutsche Rekorde (1) | Deutsche Rekorde (1) | Deutsche Rekorde (1) |
| ----------------------- | -------------------- | -------------------- | -------------------- |
| 200 m Brust             | 02:25,33 min         | 15. April 2007       | Berlin               |
| (Stand: 1. August 2008) |                      |                      |                      |

## Publikationen (Auswahl)
- F. C. Hummel, B. Steven, J. Hoppe, K. Heise, G. Thomalla, L. G. Cohen, C. Gerloff: Deficient intracortical inhibition (SICI) during movement preparation after chronic stroke. In: Neurology. Band 72, Nr. 20, 2009, ISSN 0028-3878, S. 1766–1772, doi:10.1212/WNL.0b013e3181a609c5.
- Birte Steven-Vitense, David Jaitner: Doping im Behindertenleistungssport. In: Antje Dresen; Laurenz Form; Ralf Brand (Hrsg.): Dopingforschung: Perspektiven und Themen (= Beiträge zur Lehre und Forschung im Sport). Band 187. Hofmann, Schorndorf 2015, ISBN 978-3-7780-4870-2, S. 167–182.
- Steffen Albach, Tobias Arenz, Edgar Dorn, Swen Körner, Stefanie Schardien, Marcel Scharf, Birte Steven-Vitense: Gendoping - Doping der Zukunft? Unterrichtseinheit Gendoping im Leistungssport. 2.  Auflage. Hofmann, Schorndorf 2016, ISBN 978-3-7780-8980-4.